# Rönnlav
Rönnlav (Buellia disciformis) är en lavart som först beskrevs av Elias Fries, och fick sitt nu gällande namn av Mudd. Rönnlav ingår i släktet Buellia och familjen Physciaceae.  Arten är reproducerande i Sverige. Inga underarter finns listade i Catalogue of Life.

## Källor

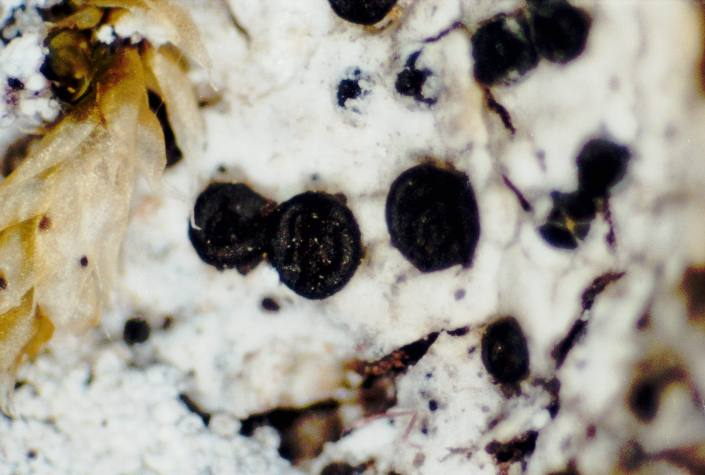
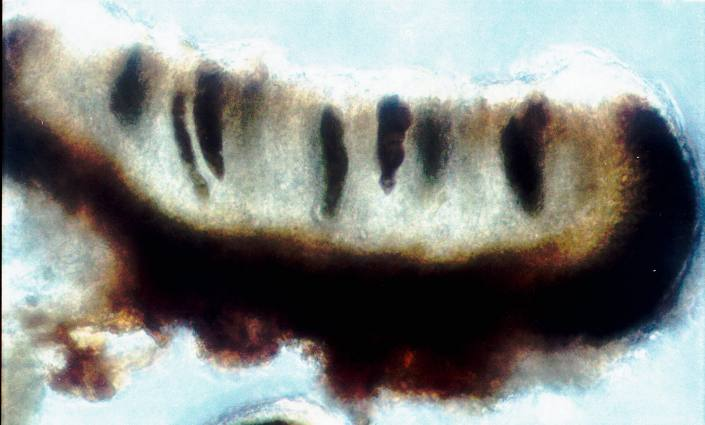
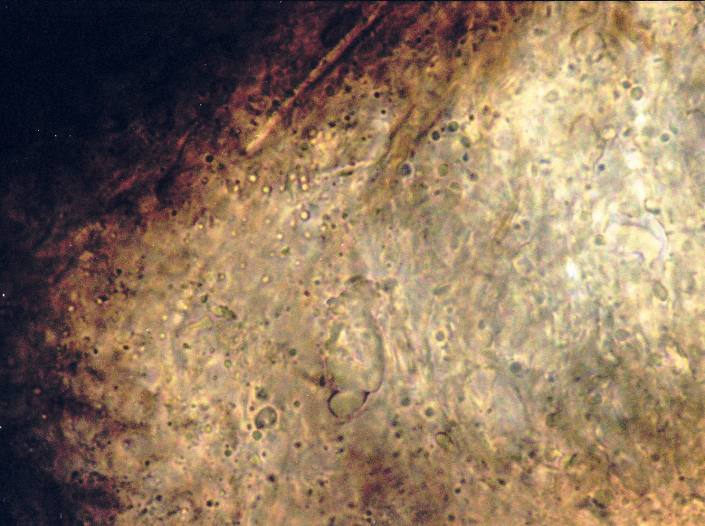
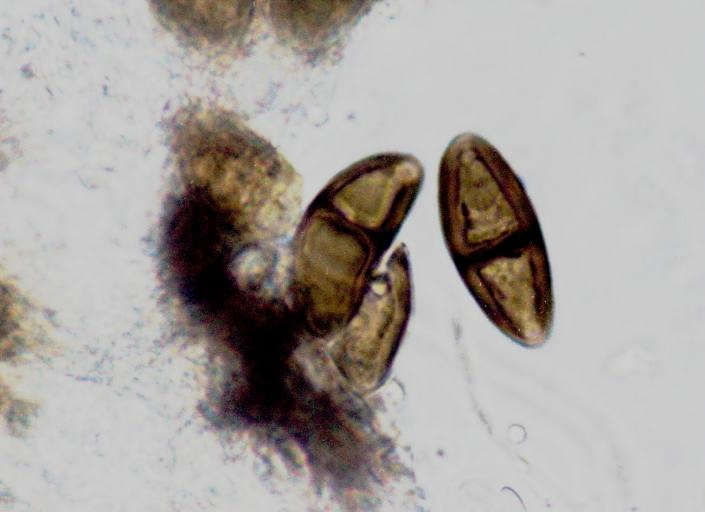
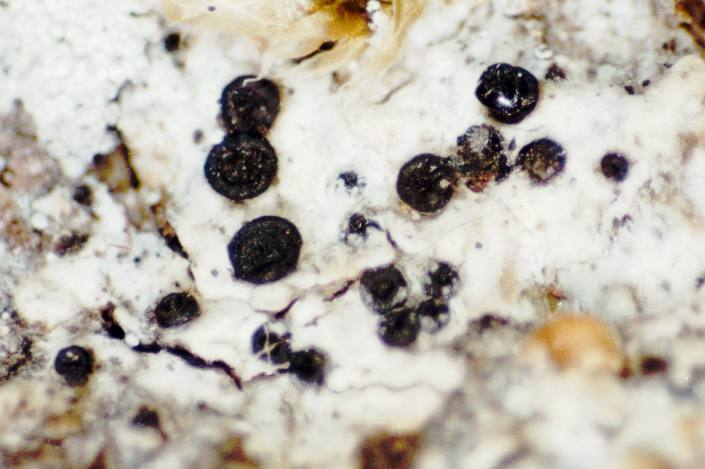
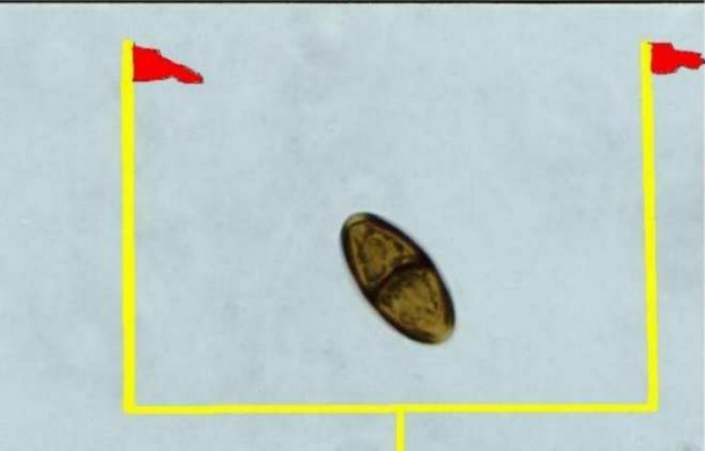
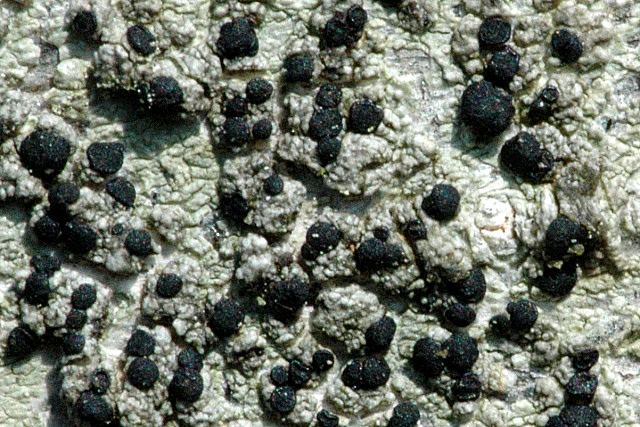
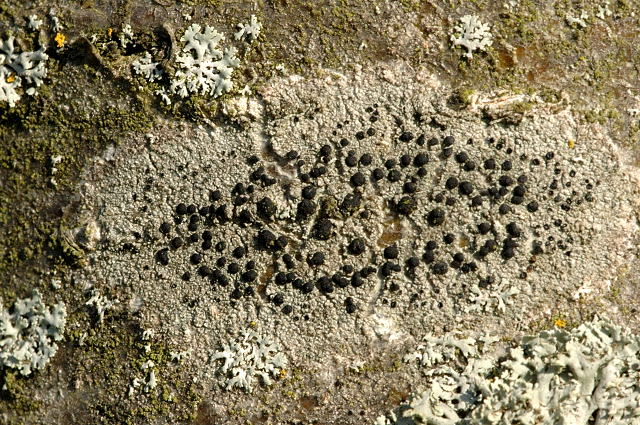